# Врисак (ТВ серија)
Врисак (енгл. Scream) америчка је телевизијска серија коју су развили Џил Блотевогел, Ден Дворкин и Џеј Бити за МТВ и Брет Метјуз за Ви-Ејч ван. Базирана је на истоименом филмском серијалу коју су направили Кевин Вилијамсон и Вес Крејвен.
Прве две сезоне одвијале су се у замишњеном граду Лејквуду, где су се дешавала серијска убиства. У центру тих убистава била је Ема Дувал, тинејџерка која је некако повезана за мрачну прошлост града. Серија се премијерно емитовала од 30. јуна 2015. године на МТВ, док се прва сезона завршила 1. септембра 2015. године. Серија је обновљена за другу сезону 29. јула 2015. Најављено је да ће серија емитовати двочасновни специјал Ноћи вештица 18. октобра 2016. Иако технични није интернационална копродукција, серија се емитује глобално под „Нетфилкс оригинал” насловом, како Нетфликс има ексклузивна међународна дистрибутерска права за серију.
МТВ је 14. октобра 2016. године наручио трећу сезону од шест епизода. МТВ је 26. априла 2017. најавио да врши рибут серије са трећом сезоном, заједно са новом глумачком екипом и поставком. Као рибут процес, најављено је ће Брет Метјуз радити као главни шоуранер. У додатку, Квин Латифа, Шаким Компере и Јенели Арти ће бити додати као изврпни продуценти серије. Главне улоге у трећој сезони тумаче Тајга, Си Џеј Волес, Кики Палмер, Џорџија Вајем, Реј-Џеј Силер, Џесика Сула, Џулијан Јао Џиојело и Тајлер Поузи. У јуну 2019. године, најављено је да ће се серија пребацити на Ви-Ејч ван пре премијере треће сезоне. Трећа сезона, названа Врисак: Васкрсење, премијерно је емитована 8. јула 2019. године.

## Синопсис
Након инцидента који изазива сајбер-злостављање као катализатора бруталног убиства, група тинејџера постаје главна мета серијског убице, као мрачне тајне из узнемирене прошлости Лејквуда и призивају успомене на слично убиство које се десило 20 година раније. Ема Дувал, тинејџерка која је некако повезана са прошлошћу града, главна је опсесија убице и средиште ових ужасних убистава. Са својом породицом и пријатељима у очигледној опасности, она намерава да открије мрачне тајне града и разоткрије убицу једном за свагда. То се, међутим, покаже тешко, поготово када су сви осумњичени, а свако може бити жртва.

## Сезоне
| Сезона | Сезона | Број епизода | Приказивање у САД                        | Приказивање у Србији                          |
| ------ | ------ | ------------ | ---------------------------------------- | --------------------------------------------- |
|        | 1      | 10 (1—10)    | 30. јун 2015 — 1. септембар 2015. (МТВ)  | 1. јул 2015 — 2. септембар 2015. (Нетфликс)   |
|        | 2      | 14 (10—24)   | 30. мај 2016 — 18. октобар 2016. (МТВ)   | 31. мај 2016 — 19. септембар 2016. (Нетфликс) |
|        | 3      | 6 (24—30)    | 8. јул 2019 — 10. јул 2019. (Ви-Ејч ван) | 9. јул 2019 — 11. јул 2019. (Нетфликс)        |